# Rhipidomys macconnelli
Rhipidomys macconnelli is een zoogdier uit de familie van de Cricetidae. De wetenschappelijke naam van de soort werd voor het eerst geldig gepubliceerd door de Winton in 1900.